# Love Junkies
Love Junkies  (恋愛ジャンキー, Ren'ai Junkies?) es un manga hentai de comedia escrita e ilustrada por Kyo Hatsuki. Es serializada en la revista Young Champion de la editorial japonesa Akita Shoten. El manga está licenciado en Francia por Taifu Comics, en España por Norma Editorial,  y en Brasil por la Editora JBC.

## Argumento
Eitaro Sakakibara es un chico virgen de 22 años que está intentando desesperadamente hacer el amor; lo contrario a su mejor amigo Teruyoshi Obi, todo un casanova con las mujeres. Este amigo lo mete en el mundo de los chat eróticos para que conozca a una chica.
Cuando lo consigue su vida cambia totalmente. Se siente más seguro de sí mismo y conoce a muchas más chicas, entre ellas Nimoniya Emu, Ide Miho y Jii Shinako. Con su cambio de vida tendrá que aprender a vivir de una forma totalmente distinta a como lo hacía antes.